# Шах королеві діамантів
«Шах королеві діамантів» (латис. Šahs briljantu karalienei) — радянський художній фільм 1973 року, детектив. Знятий за мотивами однойменної повісті Мієрміліса Стейги.

## Сюжет
В одній з ризьких квартир знайдений труп жінки, спотворений до невпізнання сірчаною кислотою. Докази і матеріали слідства показують, що злочинець — колишня квартирантка убитої — Зента Лазда… Однак прокурор не підписує обвинувальний висновок: у справі не все доведено, і все не так просто, як здається на перший погляд. Слідчим доводиться шукати нові шляхи в розслідуванні цього злочину…

## У ролях
- Лідія Пупуре — слідчий Долмане
- Цилінскіс Гунарс — капітан Соколовський
- Ліліта Озоліня — доктор Майга Страута
- Лідія Фреймане — Аліда Грубе, валютна спекулянтка
- Улдіс Думпіс — адвокат Робежнієк
- Паул Буткевич — Страут
- Майріта Круміня — Дзента Лазда
- Юріс Плявіньш — Арвід Петрович Балодіс
- Ірина Томсоне — Ольга Балоде
- Ліліта Берзіня — Краузе
- Інтс Буранс — Альфред Інус
- Артур Калейс — Таубе
- Егонс Бесеріс — медексперт
- Імантс Адерманіс — прокурор
- Яніс Мелдеріс — Волдемар Лапіньш
- Айварс Сіліньш — оперативник

## Знімальна група
- Автори сценарію: Мієрміліс Стейга, Володимир Кайякс
- Режисер-постановник: Алоїз Бренч
- Оператор-постановник: Генріх Піліпсон
- Художник-постановник: Герберт Лікумс
- Композитор: Паул Дамбіс
- Монтажер: Еріка Мешковська